# Али Танръяр
Али Танръяр (на турски: Ali Tanrıyar) е турски политик – министър на вътрешните работи (1983 – 1984), лекар и бивш президент на турския футболен отбор „Галатасарай“.

## Биография
Роден е на 1 януари 1914 година в Палеохори, Северна Гърция. Завършва медицина и работи като консултант в болницата „Таксим“ в Истанбул.
Избран е за президент на турския футболен отбор „Галатасарай“, с който на два пъти печели Турската Суперлига и Супер купата на Турция. Предшественик е на Али Урас и наследник на Алп Ялман. Като директор на клуба Танръяр е отговорен за уволнението на германския футболист и треньор на „Галатасарай“ (1984 – 1987) Юуп Дервал, когото заменя с Мустафа Денизли.
Основател е на турската партия „Отечество“, с която на 2 пъти е избиран за депутат в турския парламент. За кратко време е министър на вътрешните работи в правителството на Тургут Йозал.
Али Танръяр е женен, с дете. През 2014 г. празнува 100-тния си рожден ден.